# Pär Lindh Project
Pär Lindh Project (PLP) is een Zweedse muziekgroep rondom de toetsenist Pär Lindh.
Lindh is medeaanvoerder van de (toenmalige) herstart van de progressieve rockbeweging in Zweden; bands als Änglagård, Galleon, Anekdoten en The Flower Kings maakten daar ook deel van uit. Tijdens een tournee met Änglagård ontmoette Lindh Lee Jakcson, ex-lid van The Nice, die samen met The Nice-maatje Brian Davidson op het idee kwam om te beginnen met The New Nice; het project kwam echter niet van de grond. Lindh leverde zijn eerste muziekalbum af in 1994, het bevat sterk op Emerson, Lake & Palmer (ELP) gelijkende muziek en dat zou de jaren daarna zo blijven. Het eerste album was nog een echt soloalbum, de albums daarna kregen een meer groepskarakter. In begin 2002 viel de band stil door meningsverschillen. Eind 2002 vond een herstart plaats, waarbij voortaan William Kopecky de vaste bespeler van de basgitaar is in de band.

## Discografie
- 1994: Gothic Impressions
- 1995: Bilbo (naar Tolkien)
- 1996: Rondo
- 1997: Mundus Incompertus
- 1999: Live in America
- 2001: Veni, Vidi, Vici
- 2002: Live in Iceland
- 2004: Dreamsongs form the Middle Earth
- 2008: Pär Lindh Project – Live in Poland